# Euzomodendron bourgeanum
Euzomodendron bourgeanum, arbustillo leñoso, perenne, de la familia de las Brassicáceas o Crucíferas, endemismo del Desierto de Tabernas en la provincia de Almería, España. Único representante de este género, es una reliquia del Jurásico, de la tribu de las Brassiceae. Catalogada en peligro de extinción por la Junta de Andalucía.

## Morfología
Su altura no supera los 50 o 60 cm y presenta largas raíces. Es leñosa, muy ramificada, de hojas caducas, carnosas, divididas y pilosas (pelos de 1 mm), de unos 10-30 (35) x 2-15 (25) milímetros. Las flores aparecen en racimos corimbiformes, ebracteados, de corto pedicelo de 1,5 a 3 mm ; son de cáliz también piloso, de color verde oscuro, subcilíndrico, con sépalos de 6 a 8 mm, erectos ; corola con pétalos de color amarillo cremoso, con venas de un color violáceo, de 16 a 20 mm ; estambres interiores con filamentos concrescentes por pares y anteras libres ; estigma subbilobado, obtuso. El fruto es una silicua de color verde, ocre claro al madurar, con un pico de un tercio de su longitud total, de unos 25-35 (40) x 2,5-3,5 (4) mm, erecta, arqueada, oblongo-lanceolada, con 3 o 5 nervios paralelos. La semilla es de color canela o castaño, uniseriadas, ovoides, lisas, de hasta 2,5 mm, rodeadas de un ala de hasta 0,8 mm. Se liberan cuando el fruto se abre en dos valvas convexas, no aquilladas.

## Vida y reproducción
Caméfito, florece normalmente en primavera, en abril y mayo, pero suele presentar flores mucho antes (diciembre). El fruto madura un mes más tarde, con un largo período de dispersión de las semillas. La planta desaparece para el final del verano, quedando sin hojas.

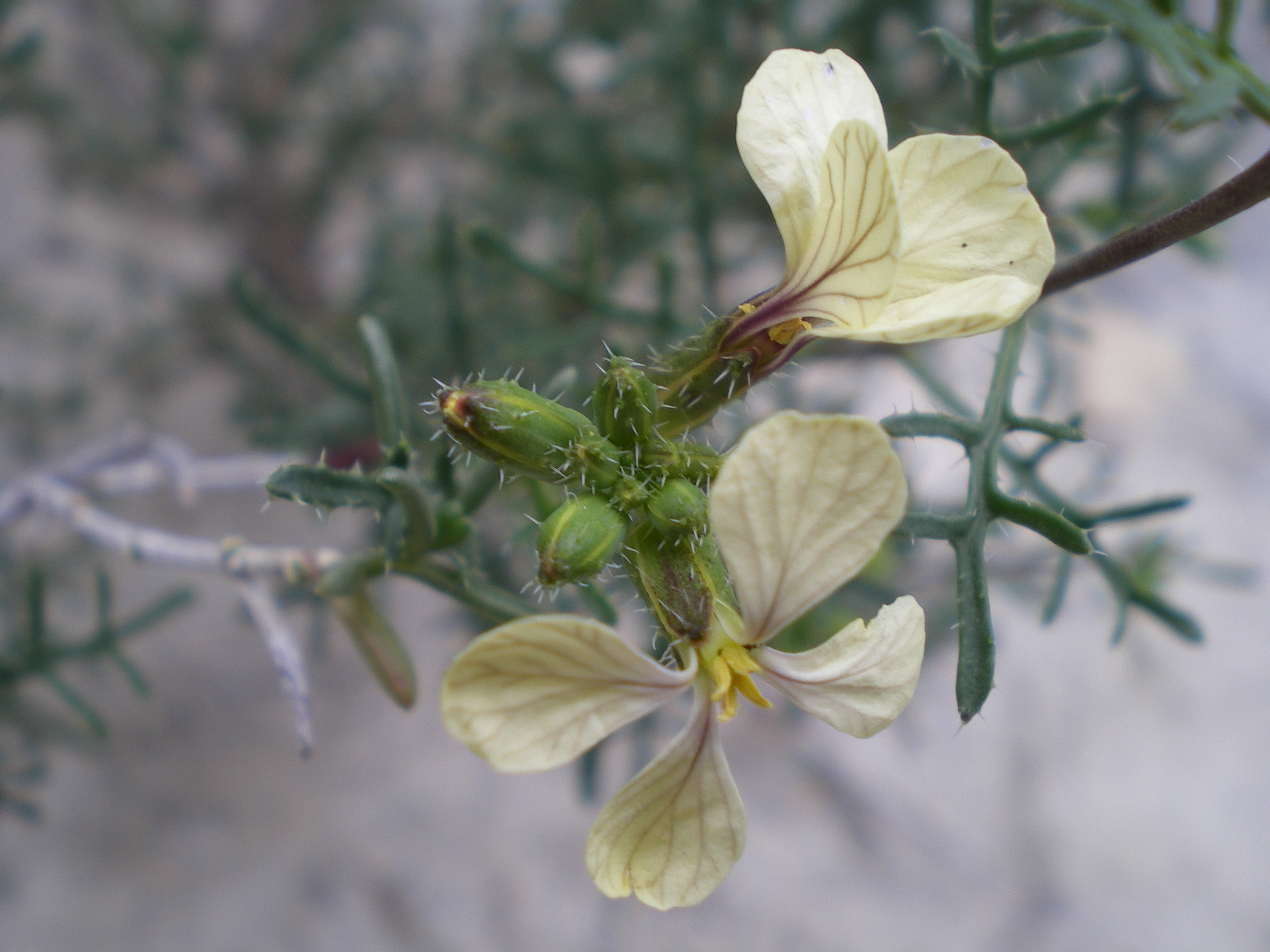
Detalle de la flor.

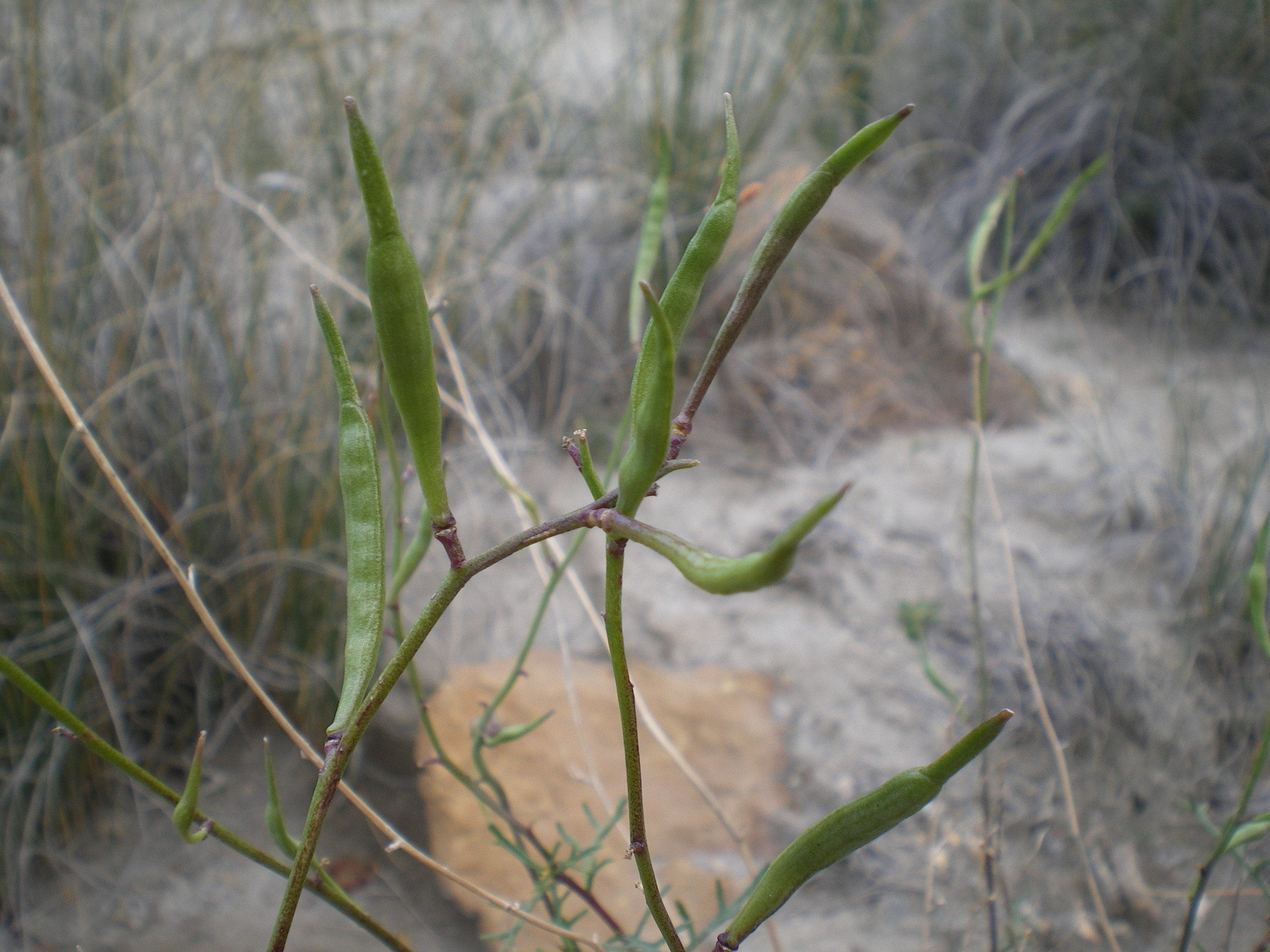
Detalle del fruto.

## Hábitat
Se desarrolla en terrenos muy secos (xerófila), característico de los matorrales y tomillares áridos del piso inferior, sobre suelos margosos, calizos, subhalinos y yesosos, (gipsícola). Se la encuentra entre los 100 y los 500 m s. n. m., junto con Ziziphus lotus, Diplotaxis harra, Lygeum spartum, Thymus hyemalis, Thymelaea hirsuta, Fagonia cretica, Stipa tenacissima, Artemisia barrelieri, Asparagus acutifolius, Lavandula multifida, Limonium insigne, Salsola genistoides, y Moricandia foetida.

## Endemia
Endemismo almeriense, se localiza al norte de Sierra de Gádor, de Sierra Alhamilla y de Sierra de Cabrera y en los llanos de Rioja y de Tabernas, entre Instinción y Huércal de Almería.

## Taxonomía
Euzomodendron bourgeanum fue descrita por Ernest Saint-Charles Cosson y publicado en J. Bot. Agric. 3: 160. 1815.
Etimología
Bourgeanum, al dedicarle Ernest Saint-Charles Cosson esta planta al botánico francés Eugène Bourgeau, quién recogió muestras de ella en un viaje realizado por la provincia de Almería en 1851.